# Ernst von Theumer (1926)
Pour les articles homonymes, voir Ernst R. von Theumer.
Ernst Ritter von Theumer senior, né le 5 septembre 1926 à Vienne (Autriche), est un directeur de la photographie, scénariste, réalisateur et producteur de films autrichien.

## Biographie
Ernst Ritter von Theumer naît dans une famille dont on a des traces depuis 1780. Son père (1899–1946) portait le même nom. Son épouse Anna, née Schneck, lui a donné trois enfants – Viktor (né en 1922), Edith (née en 1923) et le cadet Ernst en 1926. 
Ernst s'installe à Munich peu après la seconde Guerre mondiale et se met au service de diverses firmes locales comme caméraman. Il participe à des documentaires tels Schönes Alpenland (1954) ou des films tels Pays de mes amours (Heimatland, à la caméra pour les passages animaliers 1955), ou Wo die alten Wälder rauschen (de) (1956).
A la fin des années 1950, Ernst fonde sa propre maison de production de films. Son premier film dont le titre provisoire était Abenteuer am Bosporus (avec Carl Möhner), tourné en 1959, ne sortira cependant qu'en 1962 sous le titre Inshalla, Razzia am Bosporus. La critique n'a d'ailleurs pas été tendre pour ce premier essai, lui reprochant l'alternance des scènes de danses et des scènes d'action.
Dans les années 1960, il produit et réalise parfois des films de série B avec ses firmes Filmproduktion Ernst von Theumer et Tefi-Filmproduktion Ernst Ritter von Theumer : la plupart du temps des films d'action sans grande prétention artistique (Trafic d'opium (de) et Les hyènes chassent la nuit (de) en 1961, Mord in Rio (de) en 1963, Der Satan mit den roten Haaren (de) en 1964 et Quatre, trois, deux, un, objectif Lune en 1967). Il se met aussi à l'international, et réalise des courts-métrages ou des longs-métrages assez violents, comme 001 destination Jamaïque (1965) et La Nonne et les Sept Pécheresses (1972). Il s'y présente sous des pseudonymes à consonance américaine, tel Richard Jackson. Plus tard, dans les années 1980, von Theumer et sa firme TAT-Filmproduktion GmbH se répandent en histoires de crimes et de sexe dans des milieux exotiques, tels Les Guerriers de la jungle (Jungle Warriors – Euer Weg führt durch die Hölle) ou Rage to Kill.
Après la découverte de l'actrice Monika Teuber lors d'un tournage, il fonde avec elle en 1978 Cineteleteam, et ils produisent entre autres Die Totenschmecker (de) ou Primel macht ihr Haus verrückt. En 1980 von Theumer et Teuber s'associent avec Gerd Ackermans pour fonder TAT Filmproduktion, qui produit des films du style de Chained Heat, Red Heat, Jungle Warriors ou Silent Night. En 1994 il produit avec Monika Teuber, pour leur firme Firma Triangle Film, l'adaptation de Dschamilja, qui va être présenté aux festivals du film de  St. Petersburg, Shanghai, Casablanca et Marrakesch. 
Ernst Ritter von Theumer senior met alors fin à son activité dans le monde du cinéma et se retire.
Son fils Ernst Ritter von Theumer junior (né en 1949) est aussi producteur, surtout pour la télévision.

## Filmographie partielle
comme producteur, sauf si c'est précisé autrement
- 1954 : Schönes Alpenland, documentaire, (seulement comme assistant à la caméra)
- 1955 : Pays de mes amours (Heimatland (seulement comme caméraman pour les parties animalières)
- 1959 : Inshalla, Razzia am Bosporus (aussi directeur de la photographie, film sorti en 1962)
- 1961 : Trafic d'opium (de) (In der Hölle ist noch Platz, également réalisateur)
- 1961 : Les hyènes chassent la nuit (de)
- 1963 : Mord in Rio (de)
- 1964 : Der Satan mit den roten Haaren (de)
- 1965 : 001 destination Jamaïque (Scharfe Schüsse auf Jamaika, également réalisateur sous le pseudo de Richard Jackson)
- 1965 : Le Baron vampire
- 1965 : Jerry Land, chasseur d'espions (également co-scénariste)
- 1966 : Tue et fais ta prière (Requiescant, également co-scénariste)
- 1967 : Quatre, trois, deux, un, objectif Lune (Perry Rhodan – SOS aus dem Weltall)
- 1967 : Ballade pour un pistolero (Rocco – der Einzelgänger von Alamo, également co-scénariste)
- 1970 : Cream – Schwabing-Report (également co-scénariste)
- 1972 : La Nonne et les Sept Pécheresses (Io monaca… per tre carogne e sette peccatrici, aussi réalisateur)
- 1978 : Die Totenschmecker (également réalisateur et co-scénariste sous le pseudo de Richard Jackson)
- 1979 : Primel macht ihr Haus verrückt
- 1980 : Kenn’ ich, weiß ich, war ich schon!
- 1982 : Das Frauenlager (Chained Heat)
- 1982 : July Darling
- 1983 : Les Guerriers de la jungle (Jungle Warriors – Euer Weg führt durch die Hölle ou The Czar of Brazil, également réalisateur et co-scénariste)
- 1985 : Chaleur rouge (Red Heat – Unschuld in Ketten, également co-réalisateur)
- 1987 : Rage to Kill ou Hell Hunters (également réalisateur)
- 1988 : Magdalene
- 1994 : Jamila ou Dschamilja